# James Butts
James Aaron Butts (South Los Angeles, Kalifornija, SAD, 9. svibnja 1950.) je bivši američki atletičar koji se natjecao u troskoku.
Butts je tijekom studija bio sveučilišni NCAA prvak u troskoku dok ga je matično sveučilište UCLA uvrstilo u svoju kuću slavnih 2014. godine.
Na Olimpijadi u Montréalu osvojio je srebro čime je postao prvi američki troskokaš s olimpijskom medaljom nakon Levija Caseyja (srebro u Amsterdamu 1928.). Olimpijade u Münchenu i Moskvi je propustio zbog četvrtih mjesta u nacionalnim kvalifikacijama dok se od većih uspjeha ubraja i bronca na Panameričkim igrama 1979.
Nakon diplome, natjecao se za atletski klub Tobias Striders a tijekom priprema za Olimpijadu 1976. radio je dva posla kako bi mogao prehraniti sebe te majku i sestru. Zbog toga je tek u pet sati ujutro imao vremena za trening.

## Vanjske poveznice
- Buttsov profil na Sports-reference.com  Arhivirana inačica izvorne stranice od 15. lipnja 2011. (Wayback Machine)